# Athanasía Tsoumeléka
Athanasía Tsoumeléka (en grec moderne : Αθανασία Τσουμελέκα) est une athlète grecque née le 2 janvier 1982, spécialiste de la marche.
Elle a remporté, à la surprise générale, la médaille d'or du 20 km marche des Jeux olympiques d'Athènes mais a été disqualifiée pour dopage au CERA, en avril 2009, à la suite de son épreuve de Pékin où elle n'avait terminé que 9e.

## Palmarès
- Jeux olympiques d'été de 2004 à Athènes :
  -  Médaille d'or du 20 km marche
- Jeux olympiques d'été de 2008 à Pékin :
  - disqualifiée pour dopage au CERA